# Ariocarpus kotschoubeyanus
Ariocarpus kotschoubeyanus ist eine Pflanzenart in der Gattung Ariocarpus aus der Familie der Kakteengewächse (Cactaceae). Das Artepitheton kotschoubeyanus ehrt Fürst Wassili Wiktorowitsch Kotschubei (1812–1850).

## Beschreibung
Der meist einzeln wachsende Ariocarpus koschoubeyanus ragt nicht aus der Bodenoberfläche heraus. Die an der Spitze abgeflachten, in der Mitte etwas eingesenkten, dunkel olivegrünen Triebe erreichen Durchmesser zwischen 3 und 7 Zentimeter. Die spiralförmig angeordneten Warzen sind an der Basis verlängert, werden breit dreieckig und verjüngen sich zur Spitze hin. Sie sind 5 bis 13 Millimeter lang und 3 bis 10 Millimeter breit. Über die Mitte der Areolen erstreckt sich eine wollige Furche. Dornen sind nicht vorhanden.
Die Blüten haben einen Durchmesser von 1,5 bis 2,5 Zentimeter und sind für gewöhnlich purpurrot. Es ist jedoch mindestens eine Population mit weißen Blüten bekannt. Die Kelchblätter sind grün oder bräunlich, etwas fleischig und oft zweispaltig. Die Kronblätter sind lanzettlich-spatelig, zugespitzt, stumpf oder auch ausgerandet. Die Staubfäden, der Griffel und die Narbe sind weiß. Die verlängerten Früchte sind 8 bis 18 Millimeter lang.

## Systematik, Verbreitung und Gefährdung
Das Verbreitungsgebiet von Ariocarpus kotschoubeyanus erstreckte sich vom mexikanischen Bundesstaat Coahuila bis in den Süden nach Querétaro und umfasst Teile der Bundesstaaten Zacatecas, San Luis Potosí, Nuevo León und Tamaulipas, wo sie bevorzugt auf lehmigen Ebenen wächst.
Die Art wurde etwa 1840 von Wilhelm Friedrich von Karwinsky zum ersten Mal gesammelt und nach Europa geschickt. Dort beschrieb sie Charles Lemaire 1842 als Anhalonium kotschoubeyanum. Karl Moritz Schumann ordnete die Art 1898 der Gattung Ariocarpus zu. Ein nomenklatorisches Synonym ist Roseocactus kotschoubeyanus (Lem.) A.Berger (1925).
Ariocarpus kotschoubeyanus ist bedroht und wurde in den Anhang I des Washingtoner Artenschutzabkommens zum Schutz gefährdeter Arten aufgenommen. In der Roten Liste gefährdeter Arten der IUCN wird sie als „Near Threatened (NT)“, d. h. gering gefährdet eingestuft.

## Inhaltsstoffe
In Ariocarpus kotschoubeyanus wurden Hordenin und N-Methyltyramin nachgewiesen.

## Ethnobotanische Nutzung
Die Einheimischen nutzen den Schleim aus den Wurzeln der Pflanzen als Leim zur Reparatur von Tonwaren. Die Pflanzen werden außerdem äußerlich zur Behandlung von Wunden genutzt.

## Nachweise

## Weiterführende Literatur
- Katja G. Moebius-Goldammer, Martín Mata-Rosas, Victor M. Chávez-Avila: Organogenesis and somatic embryogenesis in Ariocarpus kotschoubeyanus (Lem.) K. Schum. (Cactaceae), an endemic and endangered Mexican species. In: In Vitro Cellular & Developmental Biology – Plant. Band 39, Nummer 4, 2003, S. 388–393 (DOI:10.1079/IVP2003427).